# Hallwilersee
Hallwilersee (Hallwilské jezero) je ledovcové jezero ve Švýcarsku. Leží na Švýcarské plošině, převážně v kantonu Aargau, jen jižní šestina náleží kantonu Lucern. S rozlohou 10,2 km² je šestnáctým největším jezerem Švýcarska. Průměrná hloubka činí 28 m a maximální 47 m, objem vody je 0,285 km³. Zamrzá pouze v tuhých zimách (naposledy v roce 1986).
Jezero je pojmenováno podle rodu pánů z Hallwylu, který si roku 1256 nechal postavit stejnojmenný vodní hrad u výtoku říčky Aabach ze severního konce jezera. Je využíváno k rekreaci, provozují se vodní sporty i vyhlídkové plavby. Okolí jezera je zemědělskou oblastí, vysoká koncentrace fosforečnanů vedla k zarůstání jezera řasami, proto je uměle okysličováno. Po západním břehu vede železniční trať Seetalbahn.
V roce 1938 zde Malcolm Campbell vytvořil na motorovém člunu světový rychlostní rekord 210,66 km/h.

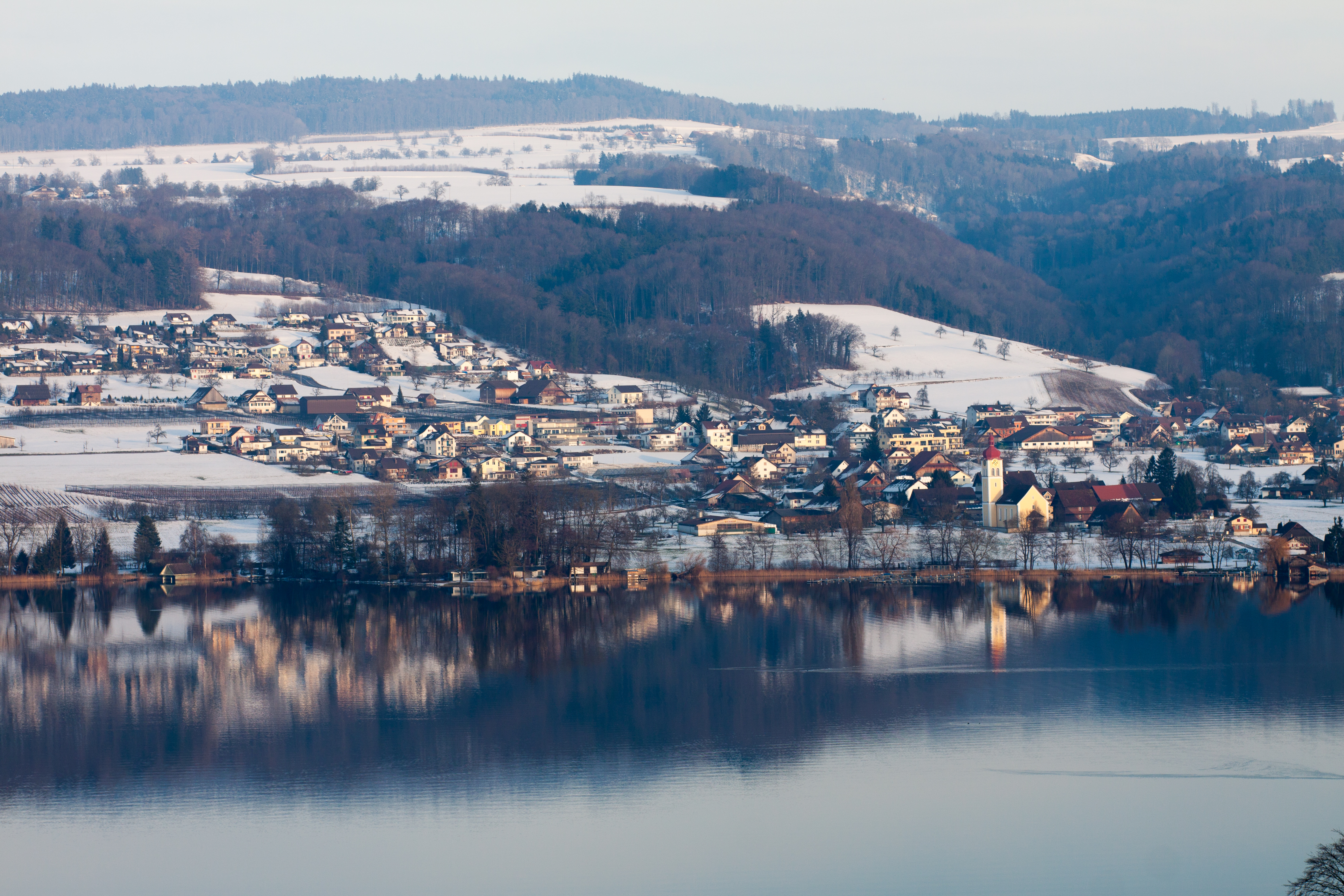
Jezero v zimě
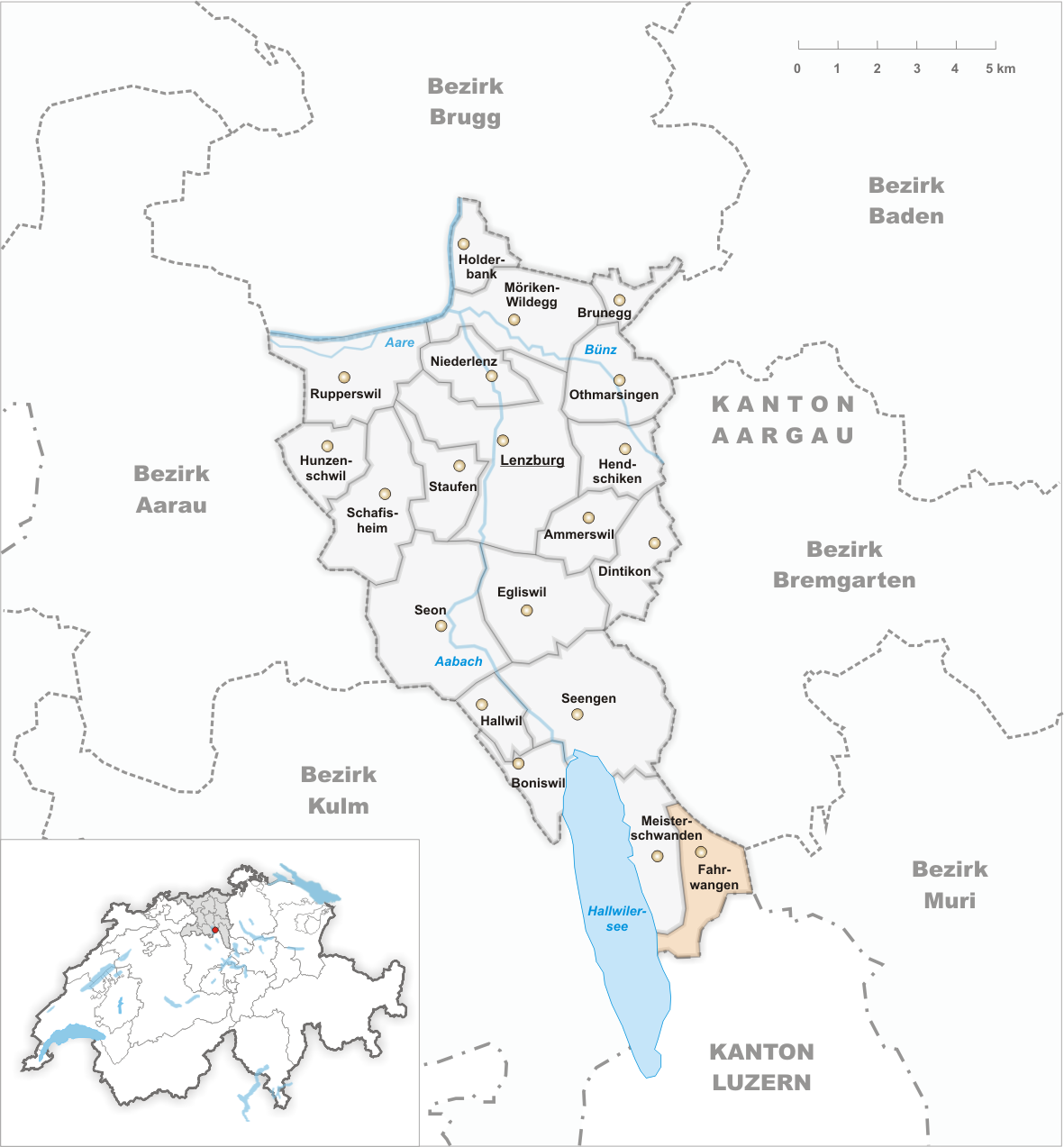
Mapa
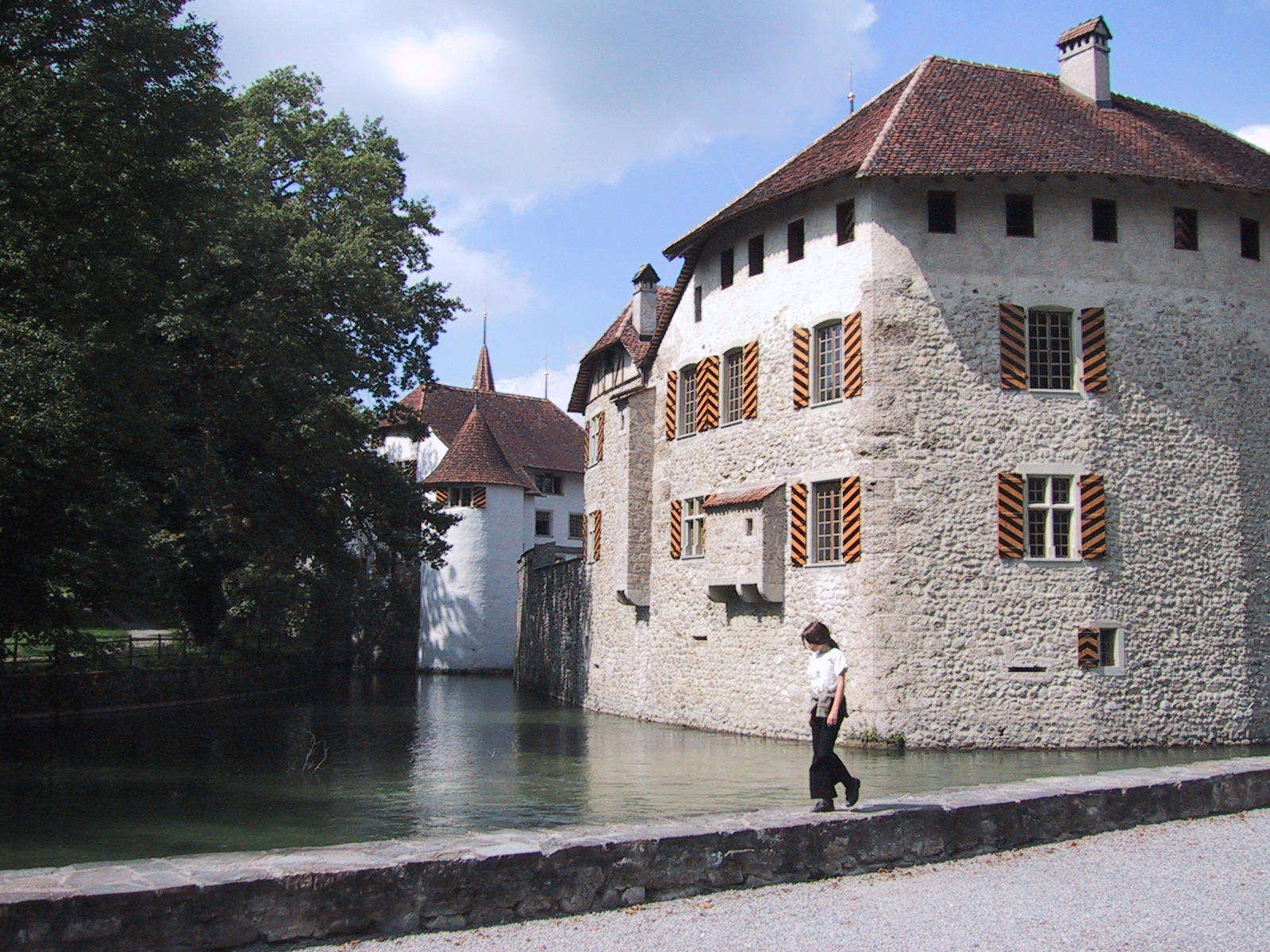
Zámek Hallwyl
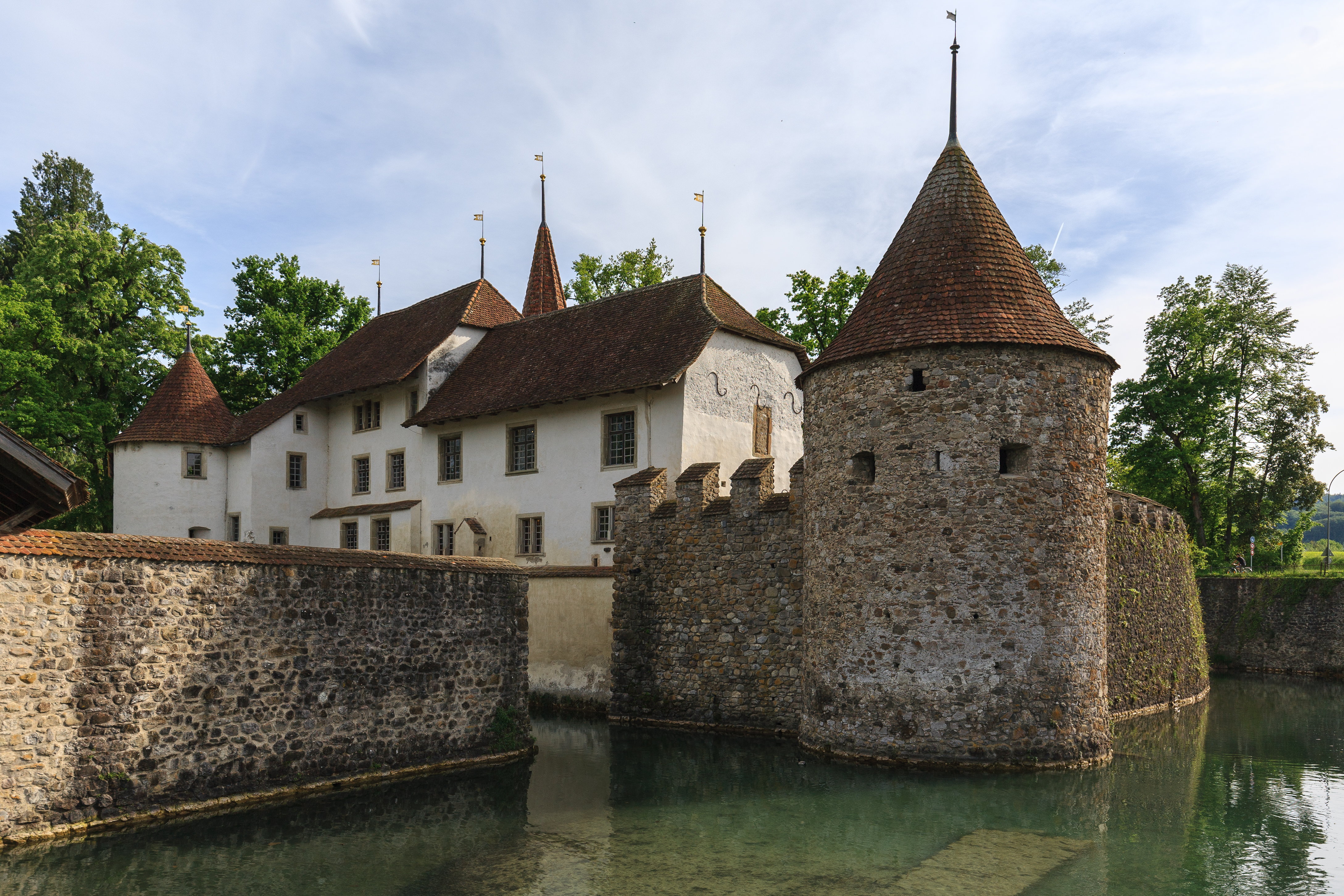
Zámek Hallwyl